# Cunami
Cunami ili tsunami (veleval; jap. lučki val, visoka voda), morski su valovi velikih amplituda, uzrokovani potresom, erupcijom vulkana ili atmosferskim poremećajem. Deformacije morskoga dna u blizini žarišta potresa prenose se do površine, gdje uzrokuju potresne valove koji se šire po površini na sve strane. Visina valova tsunamija je kod manjih dubina veća; uz samu obalu može dosegnuti od 20 do 30 metara i napraviti goleme štete. Javljaju se uglavnom na obalama Tihog i Indijskog oceana. Nakon potresa u Indoneziji 26. prosinca 2004. pojavio se golemi cunami i zahvatio obalni pojas Indijskog oceana; djelovanje valova bilo je katastrofalno; poginulo je oko 280.000 ljudi.
Često ih se pogrešno naziva plimnim valovima, no nemaju nikakve veze s plimnim oscilacijama. Naziv potječe iz Japana gdje su cunamiji česti. Japanski ribari vraćajući se u luku znali su je naći poharanu valovima koje nisu primijetili na otvorenom moru te su mislili da se radi o valovima koji se pojavljuju samo u luci, odnosno blizu obale.
U blizini epicentra visina potresnih valova može biti izuzetno visoka. S udaljavanjem od epicentra, te prilikom putovanja u dubokim oceanskim zaravnima, cunami ima male amplitude no putuje velikim brzinama, u prosjeku oko 700 km/h.
Približavajući se obali, oni se usporavaju te se, zbog očuvanja energije (energetskog toka vala), uzdižu ovisno o smanjenju dubine mora. Dolaskom na obalu njihove visine mogu poprimiti izvanredne vrijednosti. Uobičajeni periodi cunamija iznose od 10 do 60 minuta, a ovisan je o prostorno-vremenskim karakteristikama pomicanja morskog dna u zoni epicentra.

## Vanjske poveznice
- Amaterski videozapisi cunamija 2005.